# Bombardamento di Plaza de Mayo
Il bombardamento di Plaza de Mayo è avvenuto il 16 giugno 1955, quando una trentina di aerei dell'Aviación Naval hanno bombardato la Plaza de Mayo di Buenos Aires. L'obiettivo era la Casa Rosada, in quanto il bombardamento era parte di un tentativo di colpo di Stato volto a rovesciare il governo di Juan Domingo Perón.

## Bombardamento
Alle ore 12:40, 30 aerei della FAA (22 T-6 Texan, 5 Model 18 e 3 PBY Catalina) decollarono dall'aeroporto militare di Morón dirigendosi verso la Casa Rosada, residenza presidenziale argentina. Perón era stato avvertito precedentemente dal ministro della guerra, Franklin Lucero e si era perciò rifugiato in un bunker posto al di sotto del Palazzo Libertador di Buenos Aires (sede dell'attuale ministero della difesa).
Il bombardamento si verificò in un giorno feriale, perciò la capitale era piuttosto affollata; non a caso la prima bomba cadde su un filobus in transito sulla strada, uccidendo tutti gli occupanti, tra cui diversi bambini. Nel frattempo, il 4º battaglione di fanteria marina iniziò a muoversi per occupare la Casa Rosada: un primo gruppo fu lasciato a circa 40 metri dalla facciata settentrionale dell'edificio, mentre il secondo a circa 100 metri dalla Casa. Il battaglione fu però respinto dal Reggimento dei Granatieri a Cavallo, sotto il comando del ministro Lucero, presso il ministero della finanza e la residenza presidenziale.
Alle ore 13:12, Héctor Hugo Di Pietro, figura di maggiore spicco nel CGT in assenza del segretario generale, chiamò a raccolta tutti i lavoratori del distretto federale e della grande Buenos Aires per presentarsi presso la sede del CGT; intanto, Perón ordinò al maggiore Jose Ignacio Cialceta di informare Di Pietro degli scontri nella Plaza de Mayo.
Intorno alle 15:00 le forze golpiste, circondate dalle forze di difesa della Casa, iniziarono a ritirarsi verso il ministero della marina, dove verranno assediati fino alla resa dalle forze peroniste. Intorno alle 15:17 le forze golpiste si arresero, tuttavia, durante la resa, iniziò una seconda ondata di bombardamenti che distrusse due piani del ministero. Allo stesso tempo alcuni civili, sotto il comando di Zavala Ortiz, iniziarono a scontrarsi con la polizia, tentando di interrompere l'assedio al ministero.

### Battaglia aerea
Mentre gli scontri infuriavano a terra, una squadriglia di Meteor peronisti riesce a decollare dall'aeroporto di Morón, che tuttavia cadrà in poco tempo nelle mani dei ribelli che cattureranno i piloti peronisti.
Prima della resa i piloti bombarderanno la città, e uno di essi, rimasto senza munizioni, rilascerà il serbatoio del carburante d'emergenza su un parcheggio non lontano dalla Casa Rosada, provocando un'esplosione.

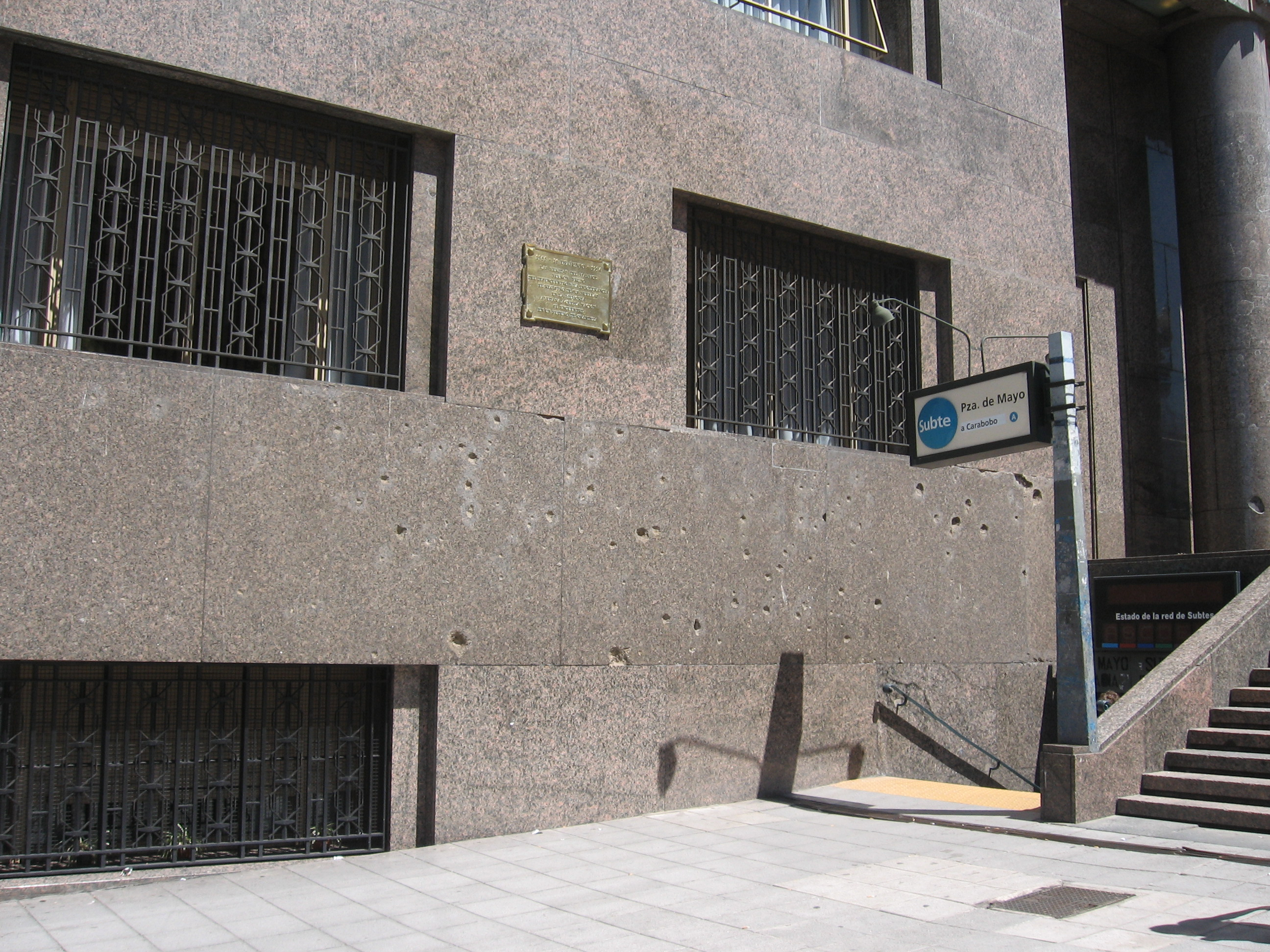
Fori di proiettile sul muro del ministero della finanza

### Resa e fuga
Dopo una pesante guerriglia urbana i ribelli si arresero alle 17:20. I piloti dei 30 aerei ancora in volo ricevettero l'ordine di chiedere asilo in Uruguay, recandosi perciò all'aeroporto di Carrasco, anche se alcuni di essi, rimasti senza carburante si schianteranno sulle rive del Rio de la Plata.